# Astragalus karamasicus
Astragalus karamasicus es una especie de planta del género Astragalus, de la familia de las leguminosas, orden Fabales.

## Distribución
Astragalus karamasicus se distribuye por Turquía.

## Taxonomía
Fue descrita científicamente por Boiss. & Bal. Fue publicada en Diagn. Pl. Orient. ser. 2, 6: 50 (1859).